# Verbandsgemeinde Bad Hönningen
La comunità amministrativa di Bad Hönningen (Verbandsgemeinde Bad Hönningen) si trova nel circondario di Neuwied nella Renania-Palatinato, in Germania.

## Comuni
Fanno parte della comunità amministrativa i seguenti comuni:
| Comune, città                  | Sup. (km²) | Abitanti |
| ------------------------------ | ---------- | -------- |
| Bad Hönningen, città           | 20,09      | 5 974    |
| Hammerstein                    | 7,20       | 324      |
| Leutesdorf                     | 10,79      | 1 694    |
| Rheinbrohl                     | 17,20      | 4 079    |
| Verbandsgemeinde Bad Hönningen | 55,29      | 12 071   |

(Abitanti al 31 dicembre 2021)